# Gianni De Neve
Gianni de Neve (Gent, 25 juli 1994) is een Belgisch voetballer die als verdedigende middenvelder speelt. Sinds het seizoen 2017/2018 speelt hij - opnieuw - voor SC Eendracht Aalst. 

## Clubcarrière
De Neve komt uit de jeugdopleiding van AA Gent. Die verruilde hij in de zomer van 2013 voor een plaats in de selectie van toenmalig tweedeklasser Eendracht Aalst. De Neve speelde in het seizoen 2013-2014 dertig wedstrijden voor Eendracht Aalst, waarvan één in het toernooi om de nationale beker. In 2015 trok De Neve naar KMSK Deinze, waar hij vaak als titularis mocht optreden. Twee jaar later keerde hij echter terug naar Eendracht Aalst.

## Interlandcarrière
De Neve speelde vier interlands voor België –18. Hij speelde elf interlands voor België –19, waarin hij één doelpunt scoorde
1 Van den Noortgaete ·
2 Kompany ·
3 Vanbelle ·
4 De Greef ·
5 Filipović ·
6 Lievens ·
7 De Cuyper ·
8 Weydisch ·
9 Martin ·
10 Janssens ·
11 Van Damme ·
12 Čerimagić ·
13 Nelis ·
14 Glouftsis ·
15 Van Steenbrugghe ·
16 Bael ·
17 Bogaerts ·
18 Van Belle ·
19 De Neve ·
20 Shkodra ·
21 Ngasseu ·
22 Smet ·
23 Kabeya ·
25 Verhoeven ·
Coach: Desaeyere